# Jelení potok (přítok Jílovského potoka)
Jelení potok je potok v Ústeckém kraji v Česku. Je dlouhý 2,13 km, plocha povodí činí přibližně 2,4 km² a vlévá se do Jílovského potoka jako pravostranný přítok v Děčíně. V Centrální evidenci vodních toků je veden pod názvem Oldřichovský potok (Oldřich) (ID toku 10113968).

## Průběh toku
Pramení asi půl kilometru severovýchodně od vrchu Klobouk v nadmořské výšce přibližně 331 m. Tok se orientuje severovýchodním směrem a po prvním kilometru své délky vtéká do děčínské čtvrti Horní Oldřichov. Postupně se dostává do Dolního Oldřichova, kde podtéká menší průmyslový areál 160 metrů dlouhým tunelem. Na jeho konci se přibližně ve 151 metrech nad mořem vlévá do Jílovského potoka.  

## Vodní režim
Průtok Jeleního potoka není přesně zjištěn. Nejmenší hodnot dosahuje v létě a v suchých období, kdy horní 2/3 toku vysychají. Naopak nejvyšších stavů dosahuje při tání sněhu, dlouhotrvajících nebo výjimečně intenzivních přívalových dešťů.

## Galerie

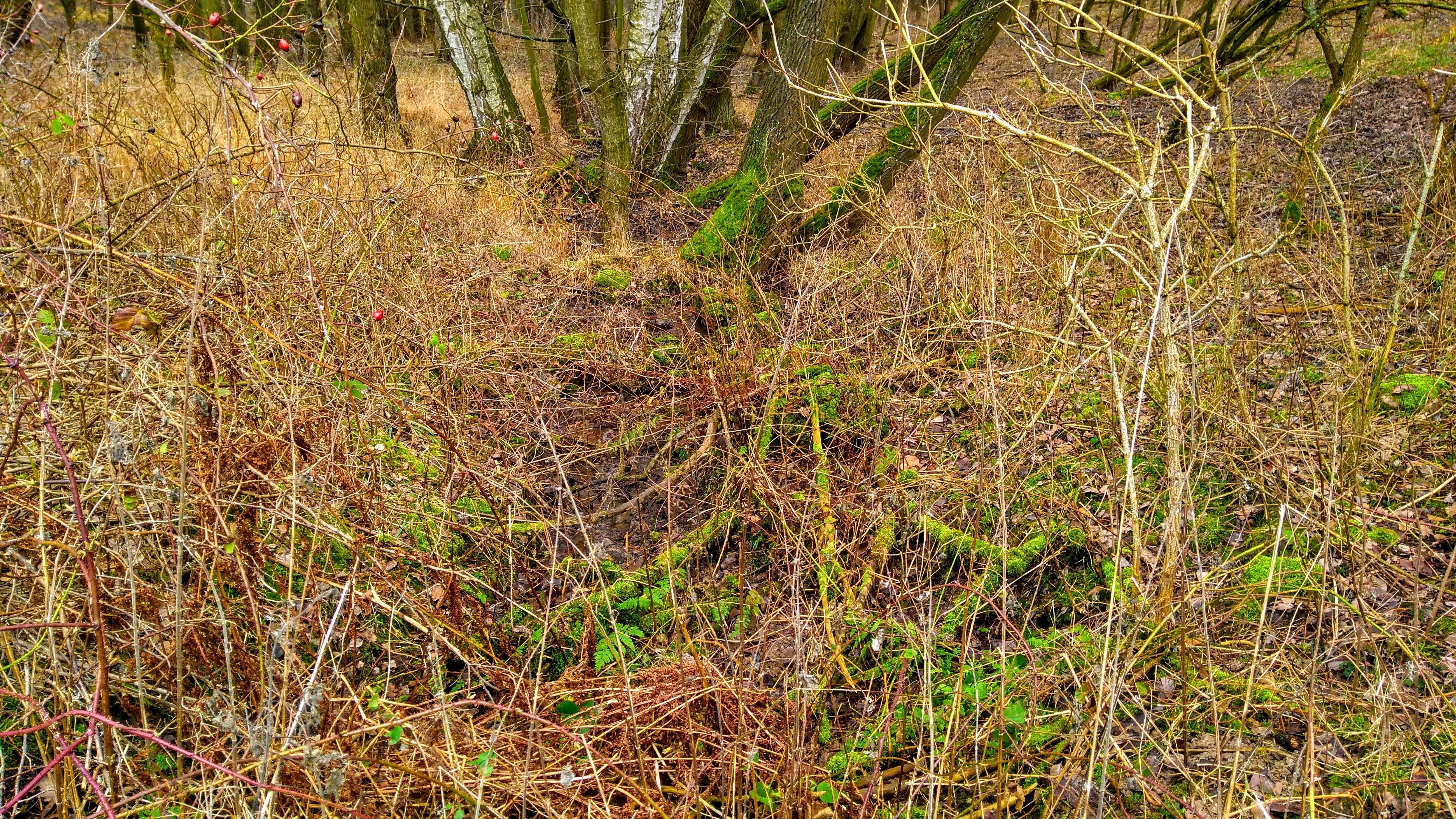
Pramen.
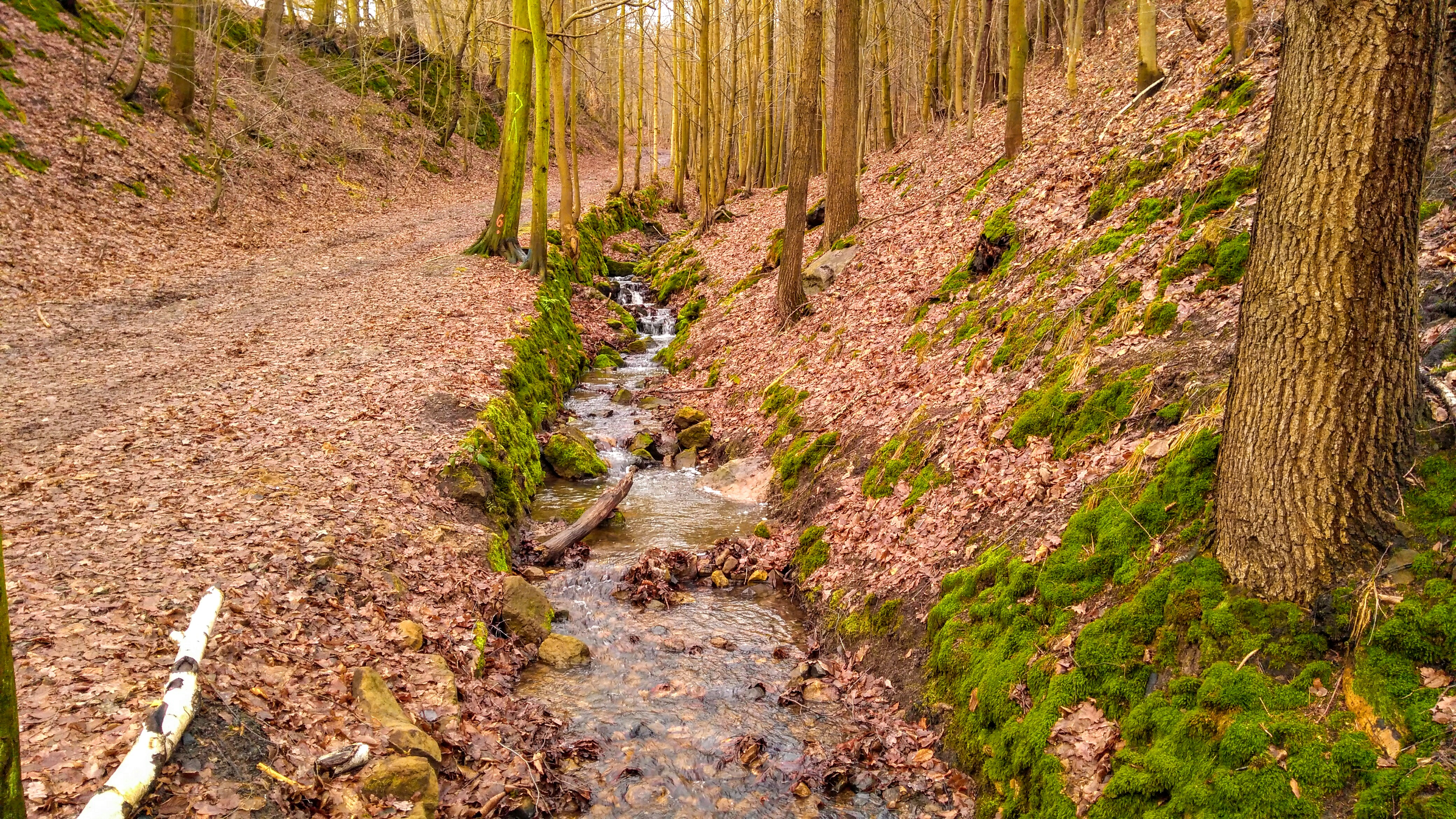
Potokem během zimy.
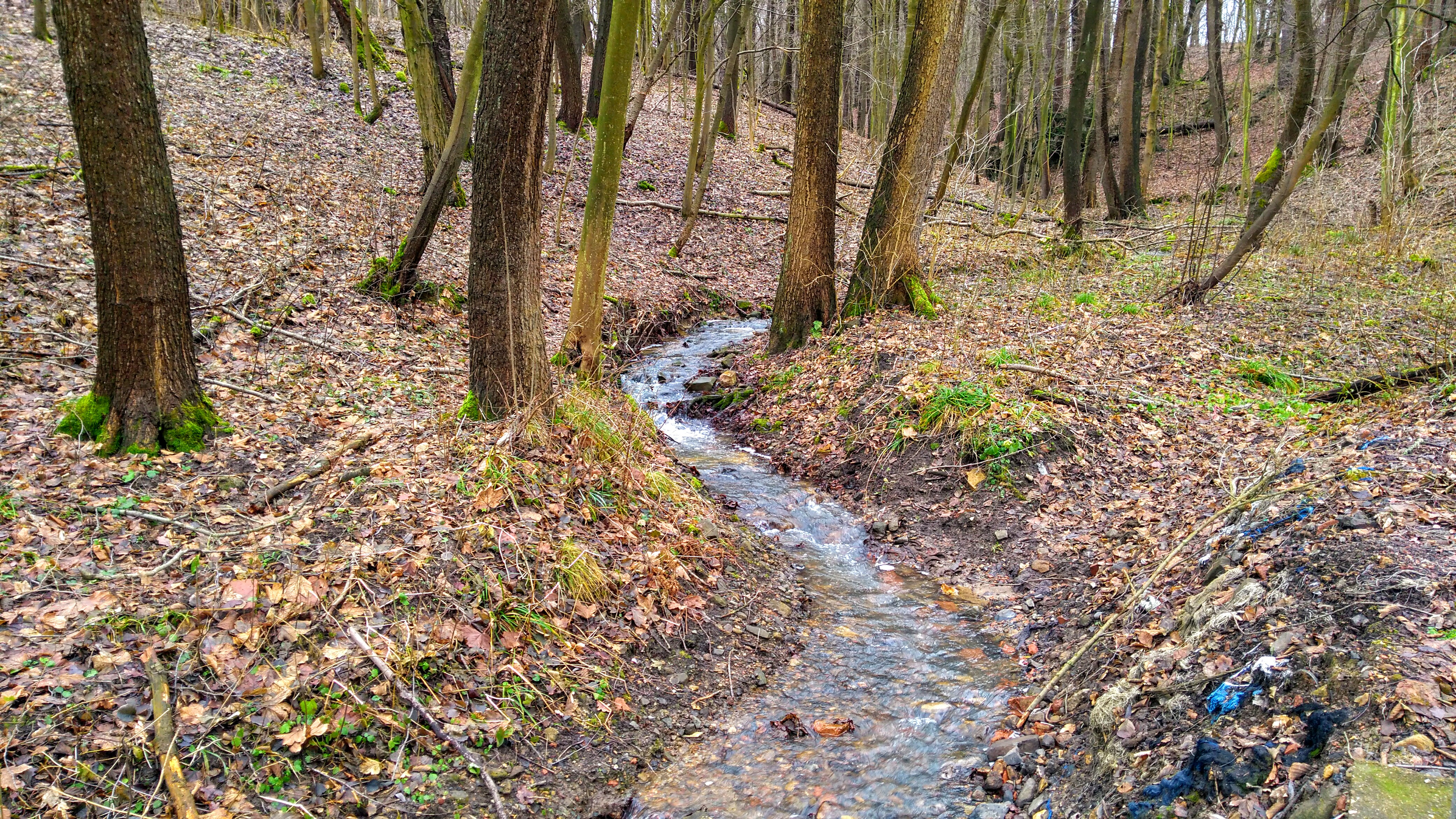
Nad Oldřichovem.
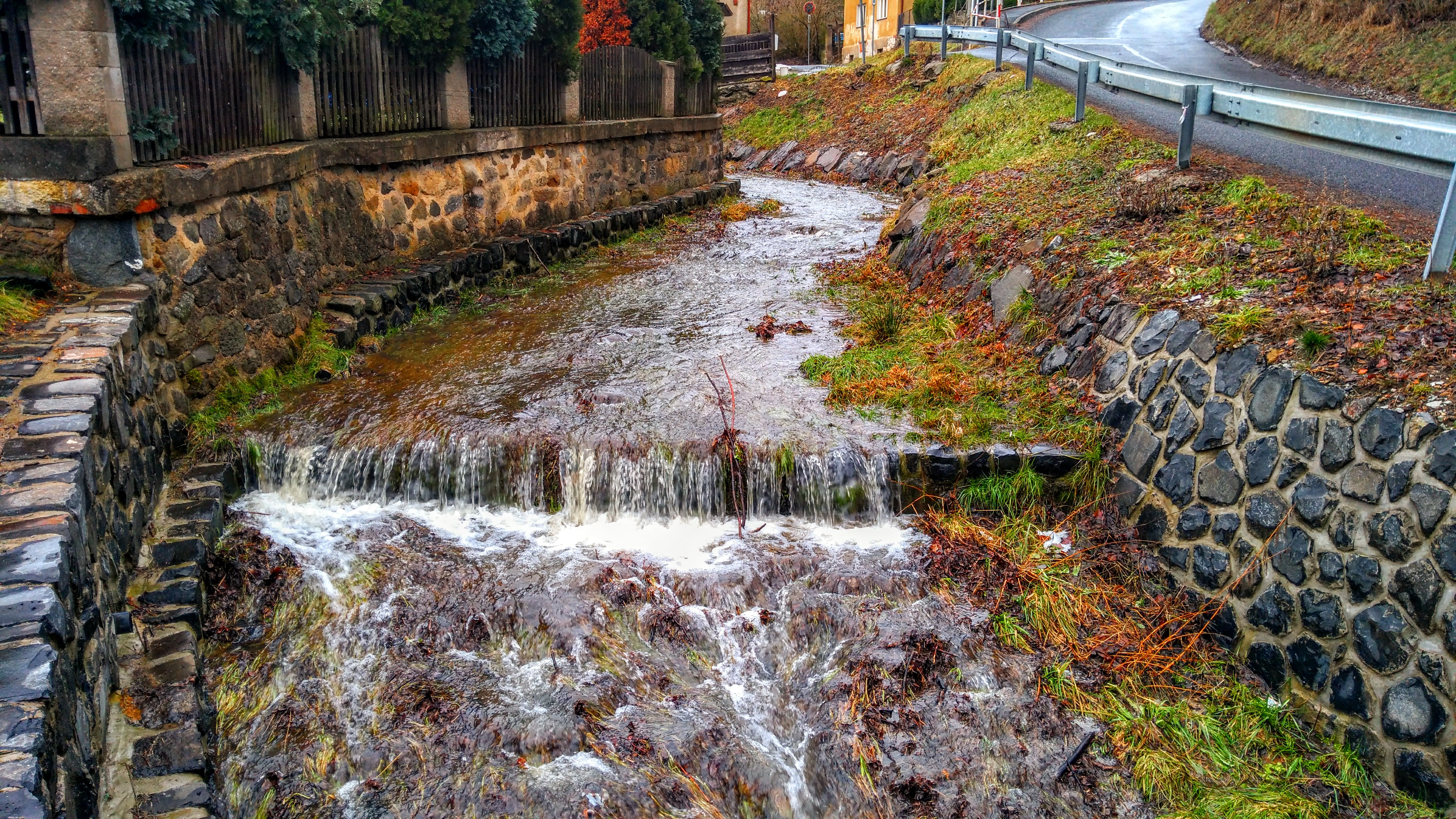
V Dolním Oldřichově.
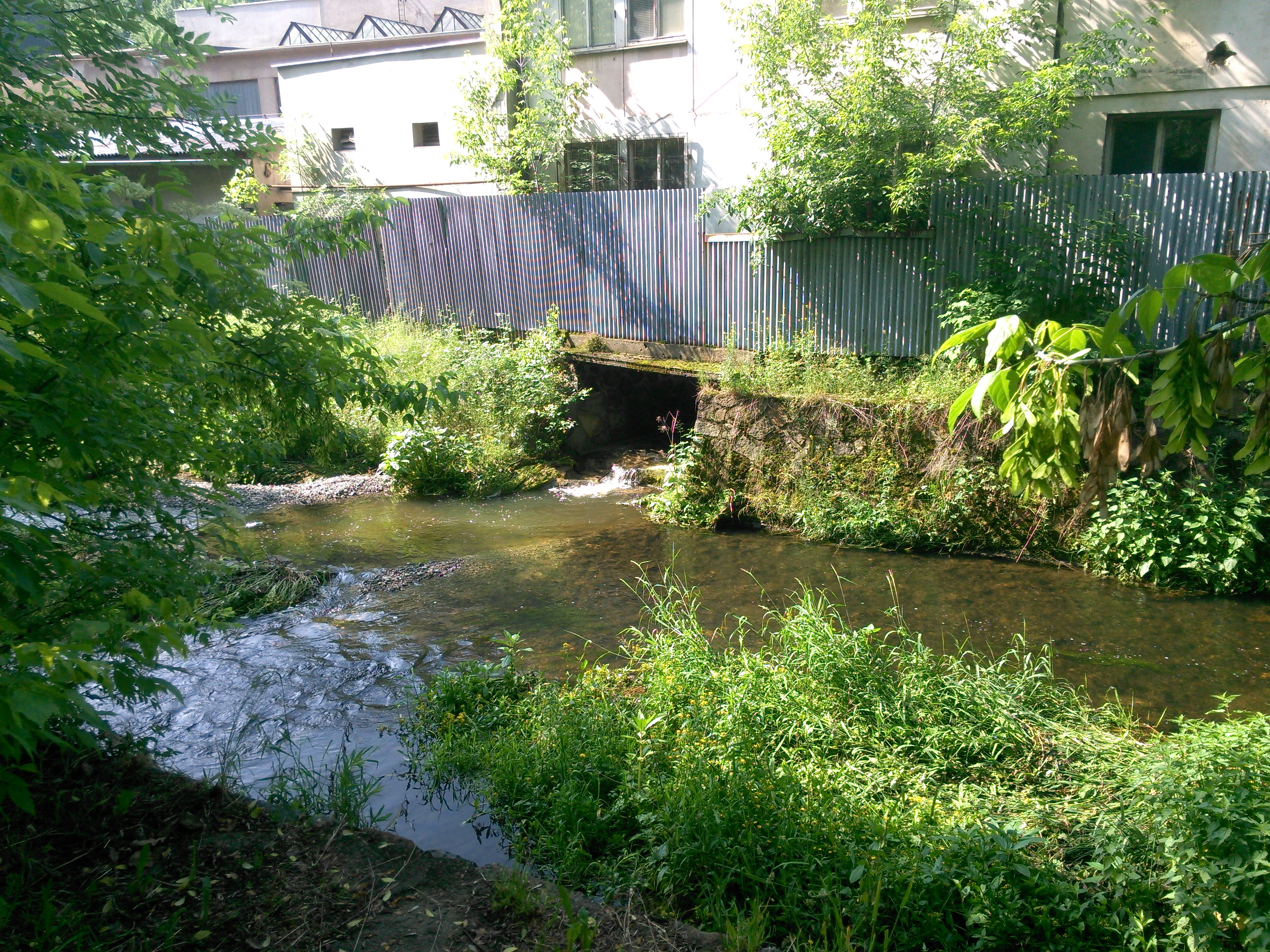
Ústí do Jílovského potoka.